# Jean-Louis Pierdait

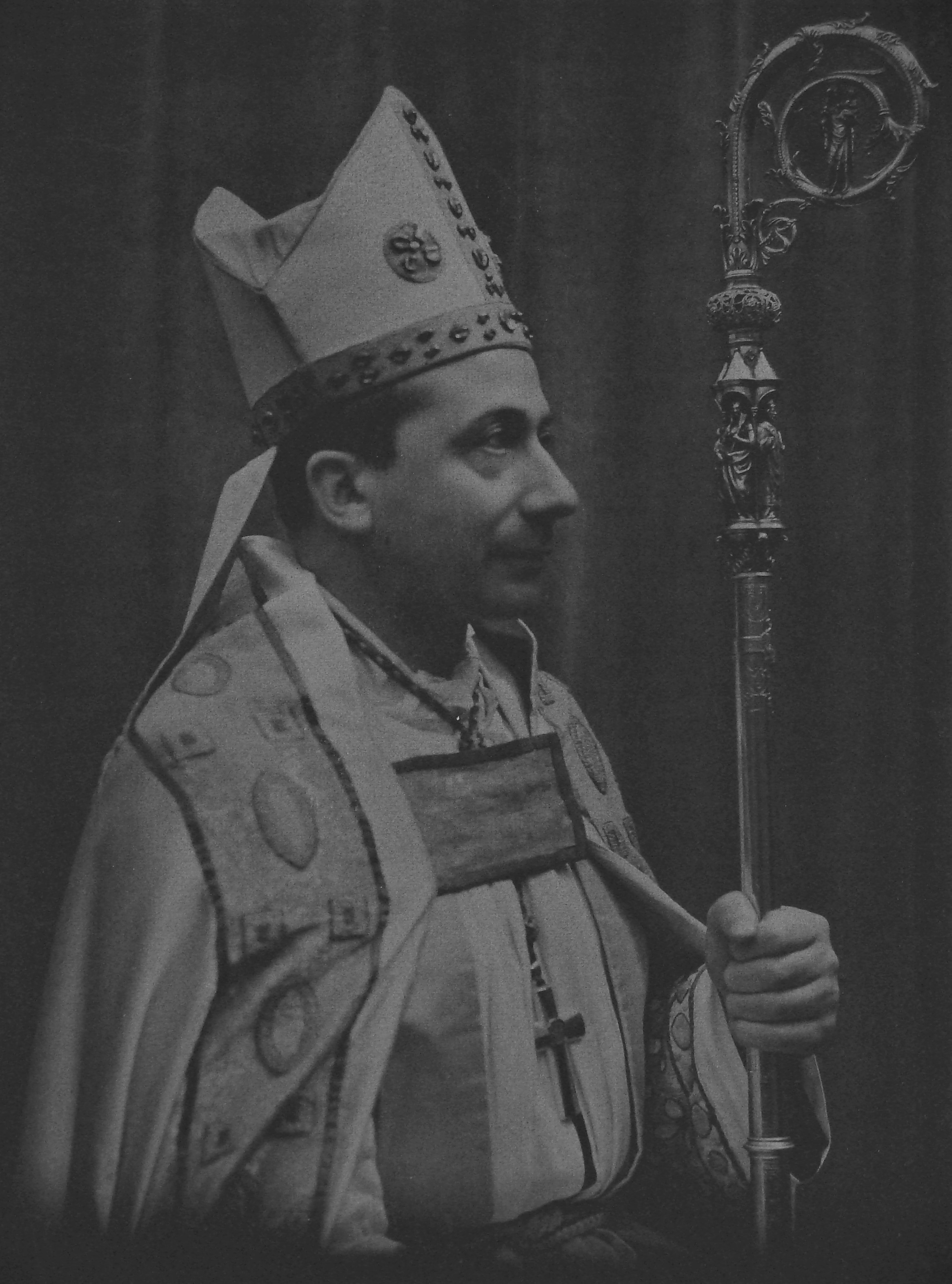
Dom Jean-Louis Pierdait, abad de Saint-Wandrille 1923-1942

Dom Jean-Louis Pierdait, OSB (orden de San Benito), es un prelado, filósofo y docente francés nacido en Châtillon-en-Bazois el 7 de enero de 1857 y murió en la abadía de Saint-Wandrille el 24 de diciembre de 1942. Sucedió à dom Joseph Pothier, liturgista y erudito que reconstituyó el canto gregoriano, como abad benedictino de Saint-Wandrille y llevó de vuelta la comunidad de monjes, exiliada en Bélgica consecuencia de la ley francesa de 1901 contra las congregaciones religiosas, al lugar de origen de su abadía donde residen actualmente.

## Biografía
Después de haber asistido al seminario menor de Pignelin (cerca de Nevers), Dom Pierdait ha estudiado filosofía en el seminario mayor de Nevers, y comienza su análisis de la Suma teológica de Tomás de Aquino, donde desarrollará la parte esencial de su doctrina.
El 2 de agosto de 1877 abandona su diócesis de origen y es admitido en el noviciado de la abadía de Solesmes, donde pronuncia los votos el 29 de abril de 1879. El padre Pierdait comienza su profesión en la enseñanza y comenta las epístolas de Pablo de Tarso. 
En 1880, una ola de anticlericalismo se dirige contra religiosos y clérigos. A raíz de las leyes que prohíben la enseñanza a las congregaciones católicas no autorizadas, el sub-prefecto de La Flèche notifica la expulsión a los monjes de Solesmes, lo que da lugar a escenas de violencia con los gendarmes.
Los religiosos benedictinos, obligados a encontrar refugio en el extranjero, compran el monasterio de Silos (Santo Domingo de Silos, provincia de Burgos), sin presencia monástica desde 1835 consecuencia de la desamortización de Mendizábal, y se establecen el 18 de diciembre de 1880. Llega allí en 1893 el P. Pierdait, organiza los estudios. De prior administrativo pasará à ser subprior y prior claustral.
Escribe en esta época artículos en español en el Boletín de Silos y la Revista eclesiástica, una parte de los cuales regrupará a la demanda de los sacerdotes lectores en la obra El rezo eclesiástico, (Valladolid 1909) considerada “como una de las primeras obras, si no la primera, obra divulgadora de liturgia en español” (Un nuevo capítulo de la historia de Silos, Card. Rafael Merry de Val, Boletín de la Real Academia de la Historia, tomo CLXXVII, número III, año 1980).
El 24 de abril de 1920, los monjes de Saint-Wandrille eligen Dom Pierdait coadjutor de dom Joseph Pothier, que ya mayor no podía continuar a ejercer una autoridad eficaz en su abadía y deseaba tenerle a su lado. Dom Pierdait llega a Conques (Bélgica), donde se encuentra su nuevo monasterio del exilio, en un antiguo priorato equipado en 1913 (en espera de una nueva construcción que durante toda la guerra ha impedido de realizar la ocupación alemana). Recibe la bendición el 11 de julio de 1920 en la abadía de Chevetogne (Bélgica). En los años posteriores a la muerte de Dom Pothier, la comunidad de Saint-Wandrille puede por fin volver a instalarse en Francia, cerca de Moulins, y el 26 de enero de 1931, cuando la abadía de Saint-Wandrille vuelve a estar disponible, los monjes pueden volver de nuevo, después de treinta años de ausencia.
Dom Pierdait continua la enseñanza de Tomás de Aquino, y morirá en la noche de Navidad de 1942, poco de tiempo después de haber celebrado su sexagésimo aniversario de sacerdocio.
Su divisa era: Amor et Pax.